# Mohamed Ben Larbi
Mohamed Firas Ben Larbi (in arabo محمد فراس بالعربي‎?; 27 maggio 1996) è un calciatore tunisino, centrocampista dello Sharjah.

## Carriera

### Club
Ha giocato nella massima serie tunisina, indossando le maglie del Marsa, del Bizertin e dell'Étoile du Sahel.
Nell'estate del 2020 si è trasferito in prestito negli Emirati Arabi Uniti per indossare la maglia del Fujairah; al termine della stagione decide di rimanere negli Emirati firmando con l'Ajman dove rimane per due stagioni, fino all'estate del 2023, quando firma con lo Sharjah.

### Nazionale
Nel 2013 ha partecipato ai Mondiali Under-17.
Nel 2019 ha esordito in nazionale maggiore; in seguito è stato inizialmente convocato per la Coppa delle nazioni africane 2021, dovendovi però rinunciare per via di un infortunio a pochi giorni dall'inizio della competizione.

## Statistiche

### Cronologia presenze e reti in nazionale
| Cronologia completa delle presenze e delle reti in nazionale ― Tunisia | Cronologia completa delle presenze e delle reti in nazionale ― Tunisia | Cronologia completa delle presenze e delle reti in nazionale ― Tunisia | Cronologia completa delle presenze e delle reti in nazionale ― Tunisia | Cronologia completa delle presenze e delle reti in nazionale ― Tunisia | Cronologia completa delle presenze e delle reti in nazionale ― Tunisia | Cronologia completa delle presenze e delle reti in nazionale ― Tunisia | Cronologia completa delle presenze e delle reti in nazionale ― Tunisia |
| Data                                                                   | Città                                                                  | In casa                                                                | Risultato                                                              | Ospiti                                                                 | Competizione                                                           | Reti                                                                   | Note                                                                   |
| ---------------------------------------------------------------------- | ---------------------------------------------------------------------- | ---------------------------------------------------------------------- | ---------------------------------------------------------------------- | ---------------------------------------------------------------------- | ---------------------------------------------------------------------- | ---------------------------------------------------------------------- | ---------------------------------------------------------------------- |
| 21-9-2019                                                              | Tunisi                                                                 | Tunisia                                                                | 1 – 0                                                                  | Libia                                                                  | Amichevole                                                             | -                                                                      | 68’                                                                    |
| 20-10-2019                                                             | Tripoli                                                                | Libia                                                                  | 1 – 2                                                                  | Tunisia                                                                | Amichevole                                                             | -                                                                      | 63’                                                                    |
| 30-11-2021                                                             | Al Rayyan                                                              | Tunisia                                                                | 5 – 1                                                                  | Mauritania                                                             | Coppa araba FIFA 2021 - 1º turno                                       | 2                                                                      | 70’                                                                    |
| 3-12-2021                                                              | Al Khor                                                                | Siria                                                                  | 2 – 0                                                                  | Tunisia                                                                | Coppa araba FIFA 2021 - 1º turno                                       | -                                                                      | 55’                                                                    |
| 6-12-2021                                                              | Doha                                                                   | Tunisia                                                                | 1 – 0                                                                  | Emirati Arabi Uniti                                                    | Coppa araba FIFA 2021 - 1º turno                                       | -                                                                      | 82’                                                                    |
| 10-12-2021                                                             | Al Rayyan                                                              | Tunisia                                                                | 2 – 1                                                                  | Oman                                                                   | Coppa araba FIFA 2021 - Quarti di finale                               | -                                                                      | 77’                                                                    |
| 18-12-2021                                                             | Al Khor                                                                | Tunisia                                                                | 0 – 2 dts                                                              | Algeria                                                                | Coppa araba FIFA 2021 - Finale                                         | -                                                                      | 110’                                                                   |
| 2-6-2022                                                               | Tunisi                                                                 | Tunisia                                                                | 4 – 0                                                                  | Guinea Equatoriale                                                     | Qual. Coppa d'Africa 2023                                              | -                                                                      | 65’                                                                    |
| 5-6-2022                                                               | Francistown                                                            | Botswana                                                               | 0 – 0                                                                  | Tunisia                                                                | Qual. Coppa d'Africa 2023                                              | -                                                                      | 68’                                                                    |
| 14-6-2022                                                              | Osaka                                                                  | Giappone                                                               | 0 – 3                                                                  | Tunisia                                                                | Amichevole                                                             | -                                                                      | 90’                                                                    |
| 24-3-2023                                                              | Tunisi                                                                 | Tunisia                                                                | 3 – 0                                                                  | Libia                                                                  | Qual. Coppa d'Africa 2023                                              | -                                                                      | 66’                                                                    |
| 17-11-2023                                                             | Radès                                                                  | Tunisia                                                                | 4 – 0                                                                  | São Tomé e Príncipe                                                    | Qual. Mondiali 2026                                                    | 1                                                                      | 82’                                                                    |
| 21-11-2023                                                             | Lilongwe                                                               | Malawi                                                                 | 0 – 1                                                                  | Tunisia                                                                | Qual. Mondiali 2026                                                    | -                                                                      | 55’                                                                    |
| 2-6-2025                                                               | Radès                                                                  | Tunisia                                                                | 2 – 0                                                                  | Burkina Faso                                                           | Amichevole                                                             | -                                                                      | 80’                                                                    |
| 6-6-2025                                                               | Fès                                                                    | Marocco                                                                | 2 – 0                                                                  | Tunisia                                                                | Amichevole                                                             | -                                                                      | 87’                                                                    |
| Totale                                                                 |                                                                        | Presenze                                                               | 15                                                                     |                                                                        | Reti                                                                   | 3                                                                      |                                                                        |

## Palmarès

### Club

#### Competizioni internazionali
- AFC Champions League Two: 1

Sharjah: 2024-2025

### Individuale
- Capocannoniere della Coppa del Presidente degli Emirati Arabi Uniti: 1

2022-2023 (4 reti)